# Фригэруй
Фригэруй (рум. frigărui, ед. ч.: frigăruie)  — румынское блюдо, похожее на шашлык или кебаб, состоящее из небольших кусочков мяса (обычно свинины, говядины, баранины, ягнятины или курицы), обжаренных на шампуре. Существуют и рецепты фригэруя из печени.
Часто кусочки мяса чередуются с беконом, сосисками или овощами, такими как лук, помидоры, болгарский перец и грибы. Приправлен такими специями, как перец, чеснок, чабер, розмарин, майоран и лавровый лист.
Слово frigăruie является уменьшительной формой от frigare «вертел», которое происходит от frige, что означает «жарить». Это, в свою очередь, происходит от латинского frῑgĕre «жарить» и является родственным английскому frying .